# Biblioteca Municipal Ikust-Alaia de Irun
La Biblioteca Municipal se encuentra en el edificio Ikust-Alaia de la calle Mayor de Irún. También cuenta, desde finales del año 2007, con una Sala de Préstamo para adultos situada en la trasera de la Plaza Alcalde José Ramón Aguirreche (esquina con la calle Aldapeta).
La Biblioteca pertenece a la Red de Lectura Pública de Euskadi (RLPE), que está constituida por más de 200 bibliotecas municipales. El Catálogo en línea de la RLPE permite la consulta de los fondos, así como la petición, reserva y consulta de los ejemplares y del estado de los préstamos permitiendo su renovación a través de Internet. 

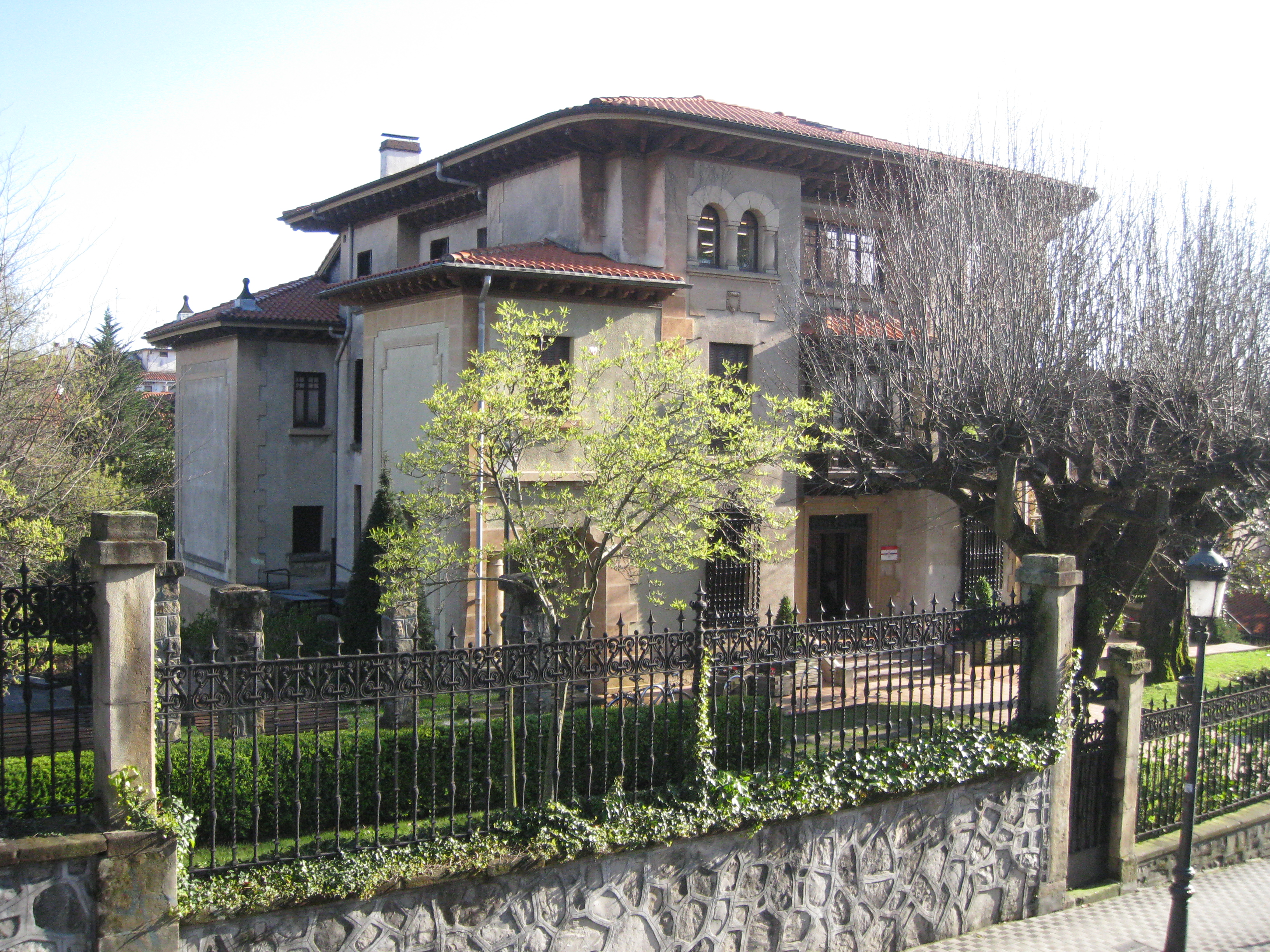
Ikust-Alaia

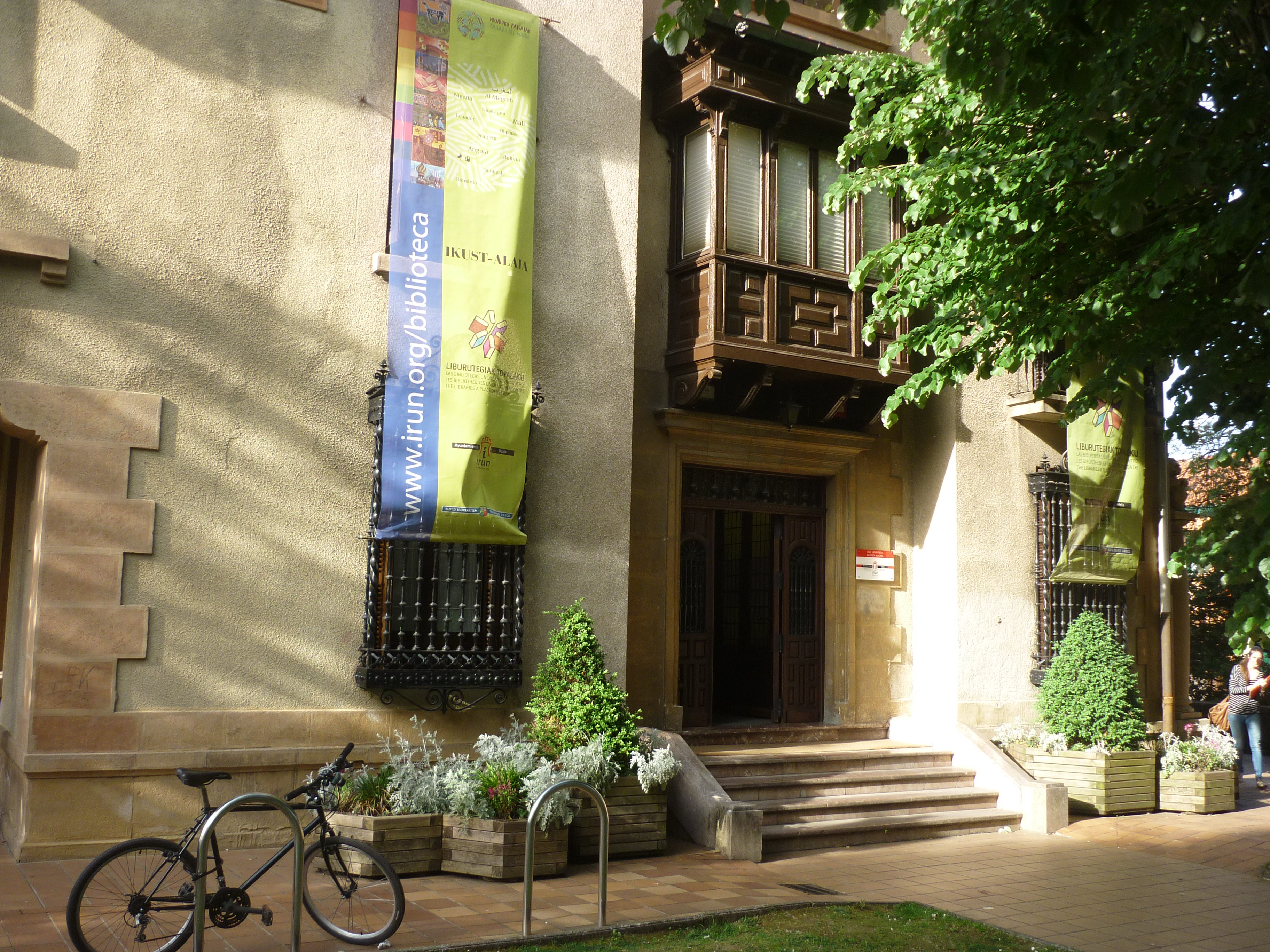
Entrada Biblioteca Municipal Ikust-Alaia

## Historia del edificio Ikust-Alaia
El edificio Ikust-Alaia, o Casa Zabaleta, es la sede actual del Archivo y la Biblioteca municipales.
Construida para Manuel Gil Rodrigo, según proyecto de 1891, fue reformada en 1925 para dar un toque más distinguido a la construcción original, de dos plantas y una estructura con tejado a cuatro aguas más racional. 

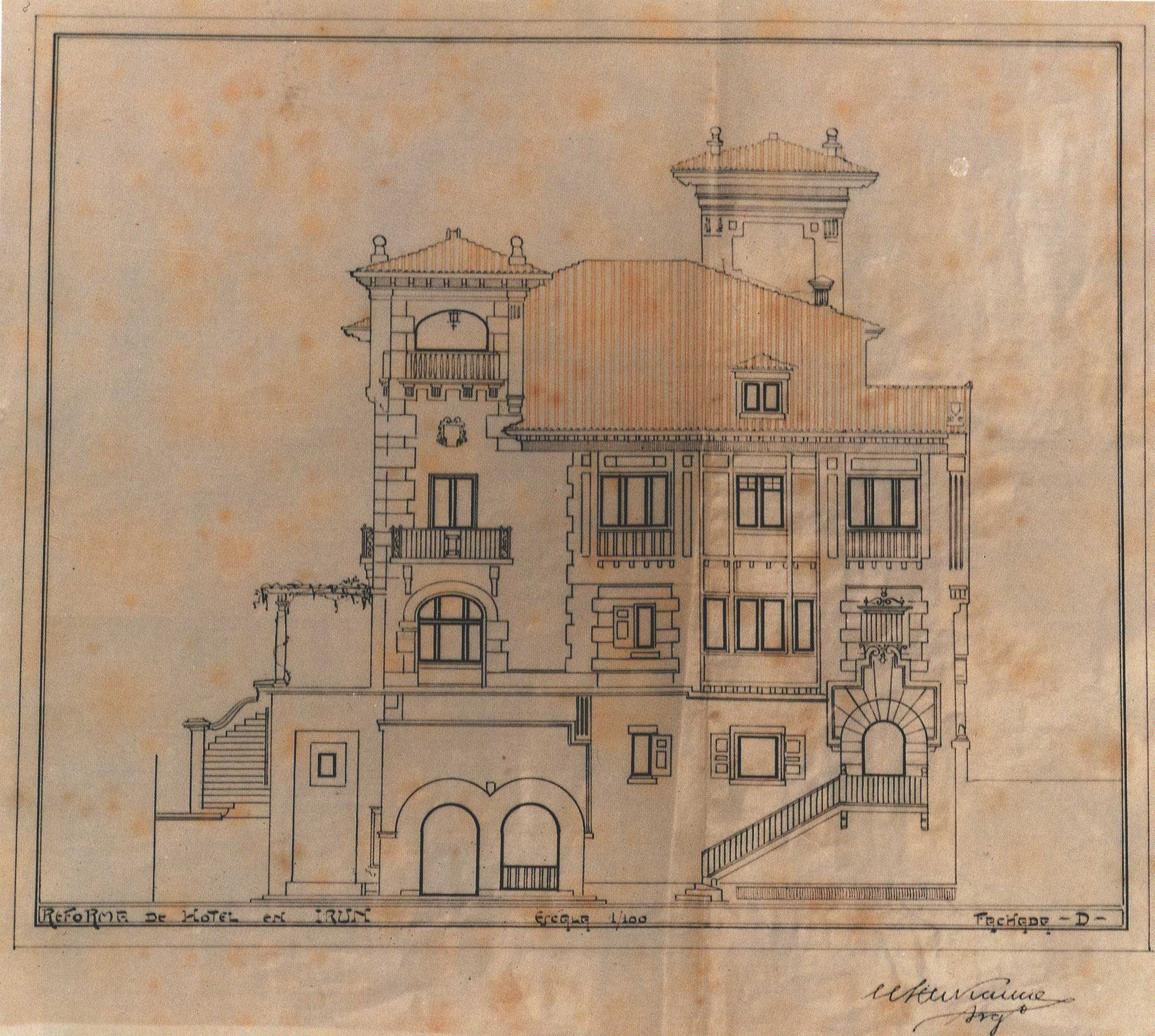
Alzado Proyecto Sainz de Vicuña

La reforma dotó al edificio de una planta sótano, que desde algunos puntos de vista resulta una primera planta. Sucede así, por ejemplo, si se observa desde la calle Pikoketa, por donde se accede al Archivo Municipal, posteriormente ampliado con la excavación del jardín.
Se añadió, además, una torre inspirada en las construcciones urbanas del país, un cuerpo más y varios anexos. Asimismo, se incorporaron numerosos detalles decorativos como columnatas, modillones, pérgolas y se sacó a la luz la sillería de esquinales y vanos.
En 1985, tras su adquisición por el Ayuntamiento, se acondicionó la villa para albergar las infraestructuras municipales ya señaladas.
La finca está rodeada por un amplio jardín y una excelente verja de hierro forjado sobre un zócalo. El proyecto de cerramiento de la propiedad data de 1903 y es obra de Juan José Aguinaga.

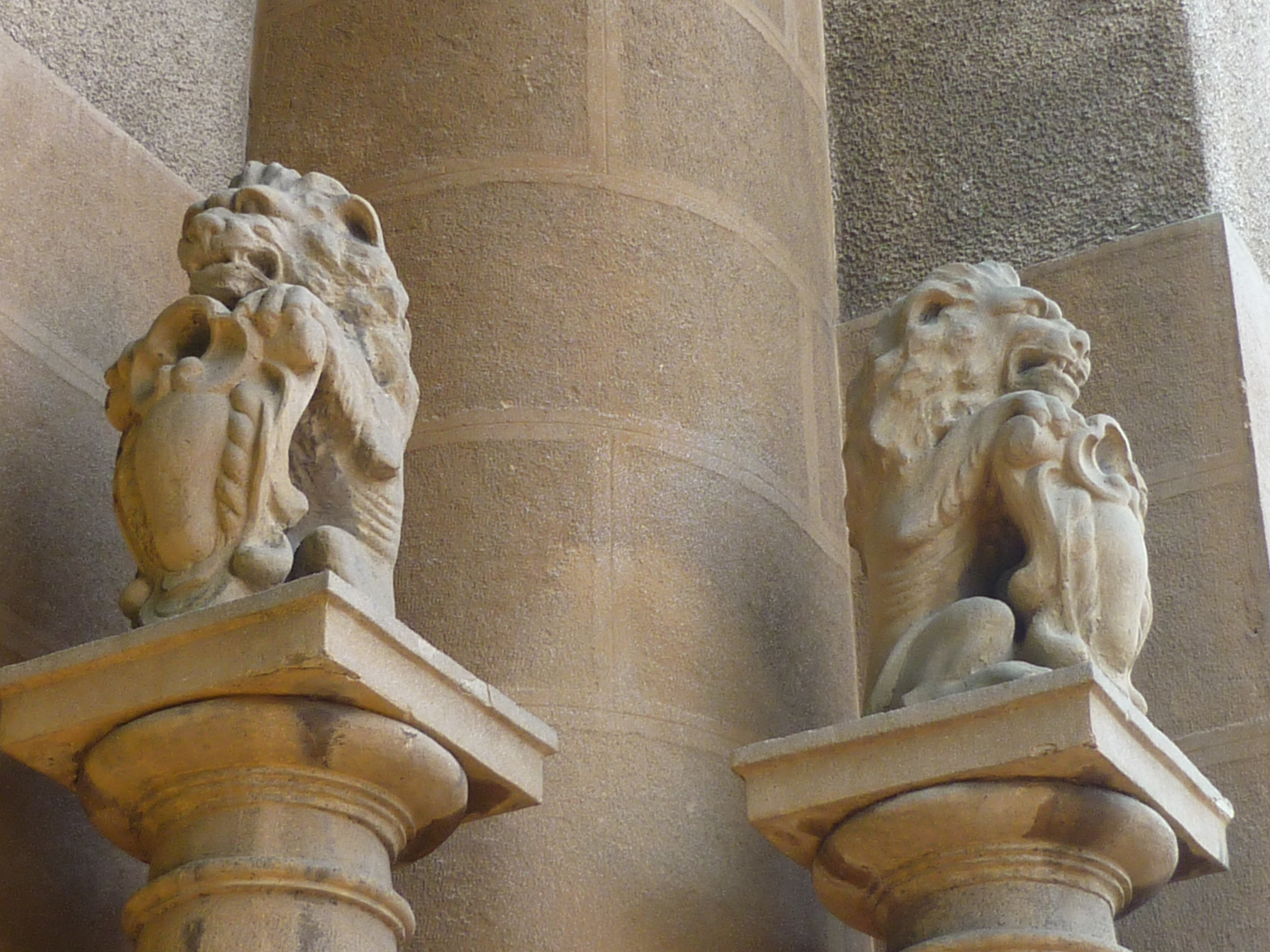
Ikust-Alaia

### Datos de interés

#### Arquitectos
- Juan José de Aguinaga (construcción, 1891)
- Manuel Sáinz de Vicuña (reforma 1925)

#### Propietarios
- Manuel Gil Rodrigo (1891)
- Serapio Zaragüeta (1925)
- Ayuntamiento de Irún (1985)

## Fondos de la Biblioteca

### Colección Local
La colección local recoge y organiza documentos, en diferentes soportes, que hacen referencia a la localidad de Irún y la Comarca de Txingudi, escritos por autores locales o publicadas en la localidad. 
Los materiales que forman parte de la colección local están excluidos del préstamo, aunque se pueden consultar en sala previa solicitud.

### Fondo de Reserva
- Fondo antiguo

La Biblioteca Municipal de Irún por su trayectoria, no dispone de un fondo propiamente antiguo. Bajo esta denominación se han intentado recopilar aquellas obras que, desde el Ayuntamiento de Irún, se adquirieron durante los últimos decenios del siglo XIX y primeros años del XX, así como parte de los fondos de los que disponía la Biblioteca en los años 40 y 50, en los que funcionaba la denominada Biblioteca Popular Circulante.
Se trata de un fondo excluido del préstamo a domicilio, en el que abundan obras de marcado carácter religioso, moralista, etc. La catalogación completa del fondo está en vías de ser culminada.
- Fondo Alonso Rodríguez

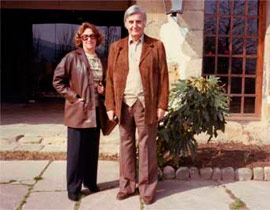
Josefina Rodríguez y Elfidio Alonso

Este fondo consta de más de ocho mil volúmenes que fueron entregados a la Biblioteca Municipal de Irún en enero del año 1992 procedentes de la Biblioteca de Don Elfidio Alonso y Doña Josefina Rodríguez.

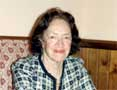
Josefina Rodríguez

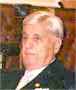
Elfidio Alonso

Este matrimonio de intelectuales donó su colección (unos 6.000 volúmenes), formada durante su estancia en nuestra ciudad y su última residencia en París. Se trata de una colección con un carácter fundamentalmente humanista en la que destacan los textos dedicados a la historia y al arte.
Durante 8 años se trabajó en la catalogación y clasificación de los fondos al objeto de integrarlos en la colección. Hoy día está tratado en su totalidad y puede ser consultado sin dificultad, no siendo posible el préstamo de las obras fuera de las dependencias de la Biblioteca Municipal de Irún.
Durante un tiempo, Elfidio y su esposa Josefina, residieron en el poblado vasco de Urdanibia. El relato de sus vivencias en tiempos de la Guerra Civil y, posteriormente, en el exilio, tanto en América como en Europa, permiten conocer los tiempos convulsos que le tocó vivir, los personajes que conoció y los que fueron compañeros en su época republicana en Madrid.
A lo largo de su dilatada estancia fuera de España y ya en nuestro país, fue haciéndose con una importante biblioteca que ocupaba uno de los dos pisos de su casa. 
Elfidio fue un firme impulsor del Rotary Club del Bidasoa y fue su deseo que fuera precisamente este Club quien actuara como intermediario entre él y el Ayuntamiento en los trámites de la donación.
- Fondo Mourlane Michelena

En los años setenta, la Corporación Municipal adquiere parte de los fondos que pertenecieron al periodista y polígrafo D. Pedro Mourlane Michelena.

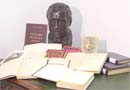
Pedro Mourlane Michelena

Fue un escritor y periodista nacido en Irún en el año 1888 (aunque según otros autores nació en 1885, en concreto el 11 de septiembre). Realizó los estudios en Bachillerato en el Colegio San Luis de Irún. Tras estudiar Medicina y Letras e Historia en la Universidad de Valladolid , se dedicó al periodismo ejerciendo esta profesión en San Sebastián, Bilbao y Madrid, llegando a ser director de Escorial (revista) y subdirector de "Arriba" y "Vértice" de Madrid. En Bilbao dirigió El Liberal (Bilbao) y fue colaborador de varias revistas, entre ellas "El Bidasoa".
Perteneció al Patronato Menéndez Pelayo, así como al Consejo Superior de Investigaciones Científicas y a la Junta General de Cronistas de España. Fue también Comendador de Alfonso X el Sabio, Oficial de la Orden El Sol del Perú, además de estar condecorado con la cruz distinguida de Raimundo de Peñafort.
Aunque su producción periodística fue muy extensa -ensayos, artículos y comentarios en casi todos los periódicos de España y América- nunca la reunió en volúmenes. Sólo publicó en 1915 "El Discurso de las Armas y las Letras". También fue autor de "Historia de los Heterodoxos Vascongados" (sin publicar) y "El Arte de Repensar los lugares comunes" (que recopiló y publicó tras su muerte su amigo Eduardo Aunós). Fue nombrado Cronista de la Ciudad de Irún en agosto de 1925.
El 25 de noviembre de 1955 murió a consecuencia de una hemorragia cerebral. En el año 1958, el Ayuntamiento compró a la viuda los restos de la biblioteca de Mourlane Michelena. Gran parte de esos libros que hoy se conservan en la Biblioteca Municipal están dedicados por sus autores y entre ellos figuran firmas de grandes escritores de la época, como Gerardo Diego, Jorge Guilléno José María Pemán .
Ideológicamente se circunscribía en el círculo de derechas, siendo amigo de José Antonio Primo de Rivera, con quien colaboró en la redacción de la letra del Cara al sol, siendo suyo en concreto el verso "... que por cielo, tierra y mar se espera". Es considerado, así mismo, una de las figuras de relumbrón del régimen franquista y suya fue la popular frase "¡Qué País, Miquelarena!", contenida en una carta dirigida a su paisano Jacinto Miquelarena.
El fondo Mourlane Michelena recoge una serie de publicaciones que pertenecieron a la biblioteca privada del periodista y polígrafo irunés y que desde los años setenta se conservan en las dependencias municipales. En este fondo -sólo una parte mínima de la importante biblioteca de Mourlane Michelena, según diversas fuentes- recoge principalmente obras de los años 30 y 40.
Tras diversas vicisitudes y un largo y laborioso proceso de localización y encuadernación, se ha catalogado el fondo en su totalidad y está a disposición del público en general, con la restricción del préstamo únicamente en sala.

### Fondo General
- Colección de préstamo para adultos

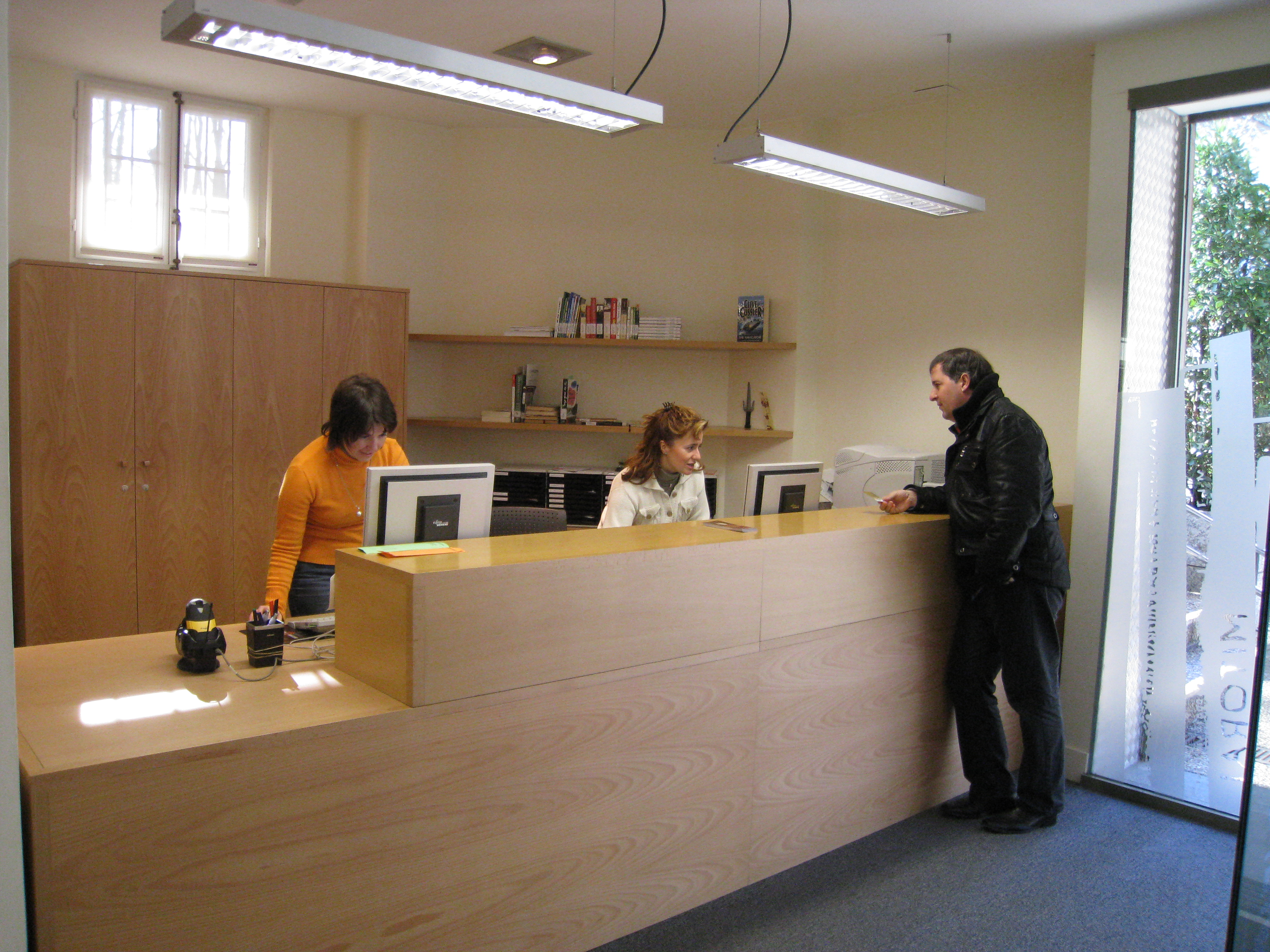
Sala de Préstamo de adultos

Esta sección pone a disposición de los ciudadanos cerca de 27.000 ejemplares (2011) que los usuarios pueden llevarse en préstamo con el carné de la biblioteca. La colección se compone de libros y documentos audiovisuales, electrónicos y sonoros (en soportes DVD, CD, CD-ROM).
La colección de préstamo para adultos abarca una amplia variedad temática, desde obras de literatura al resto de disciplinas, y está ordenada siguiendo los criterios establecidos por la Clasificación Decimal Universal, según el grupo y/o área de conocimiento. Este fondo se encuentra fuera del edificio de la Biblioteca Municipal Ikust-Alaia, en el local situado en la Plaza Alcalde José Ramón Aguirreche.
- Colección infantil y juvenil

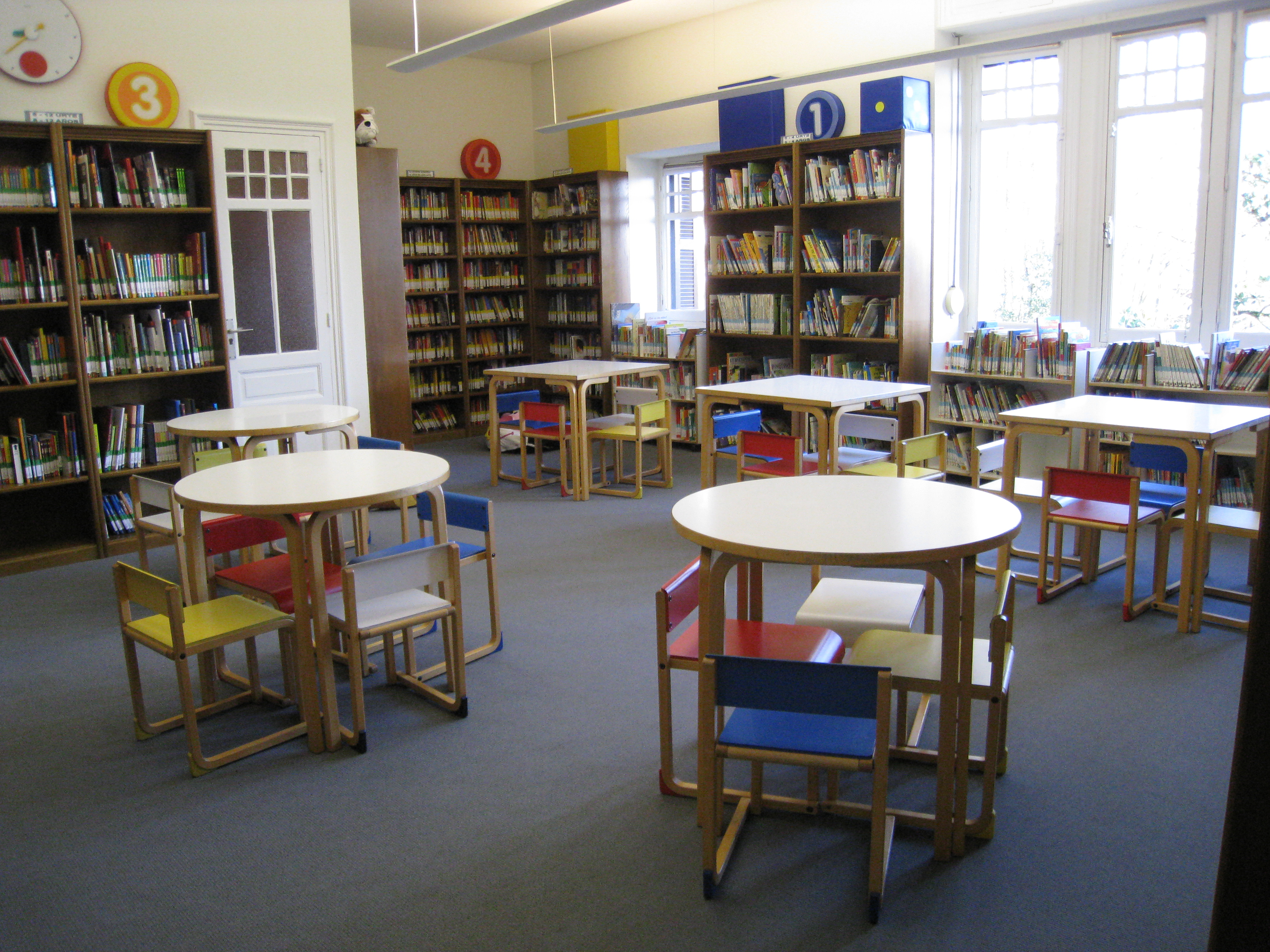
Sala Infantil Ikust-Alaia

La colección infantil y juvenil está ubicada en la planta baja de la Biblioteca Municipal Ikust-Alaia. Esta colección reúne cerca de 12.800 documentos (2011), que incluyen libros, cómics, DVD, CD-ROM y CD destinados al préstamo, además de una colección de libros de referencia (no prestable) compuesta por enciclopedias generales y temáticas, diccionarios, atlas, etc.
- Colección de referencia

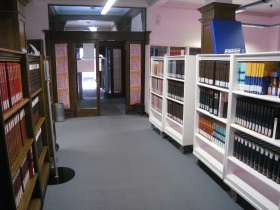
Consulta y Referencia Ikust-Alaia

La colección de referencia se distribuye en las tres plantas de la biblioteca. En la planta baja encontramos obras generales de referencia, como enciclopedias, diccionarios o atlas. En la planta primera, en la sala de consulta general, se ubican obras de referencia específicas de cada área de conocimiento. Y en la segunda planta, encontramos la sección de libros de legislación.
Los materiales de esta sección son de libre acceso y están destinados únicamente a la consulta en sala, por tanto están excluidos de préstamo.

## Servicios

### Préstamo

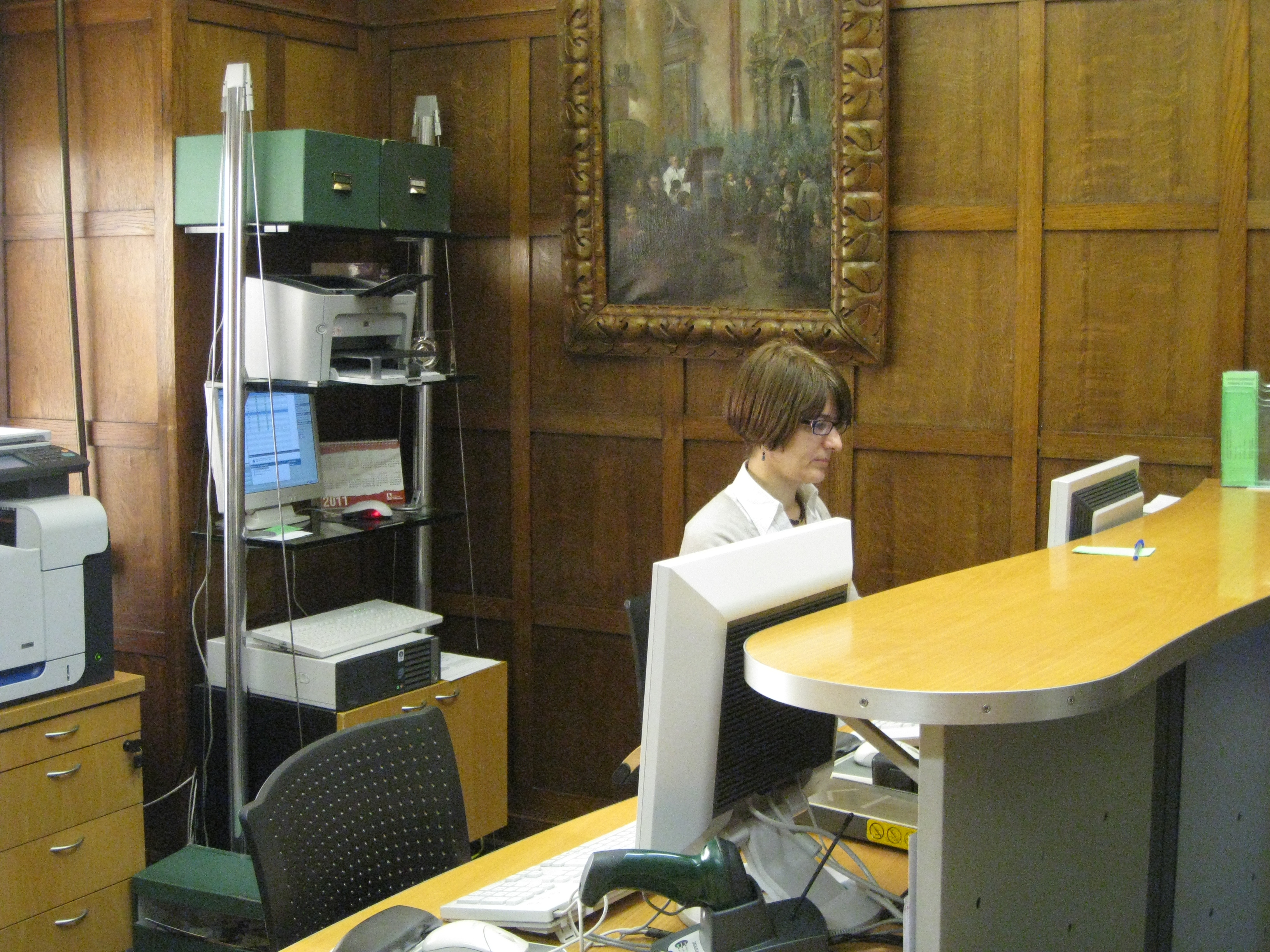
Mostrador de Información y Préstamo Ikust-Alaia

Entre los servicios que ofrece la Biblioteca Municipal de Irún se encuentra el de préstamo que se puede dividir en personal, colectivo (colegios, asociaciones…) e interbibliotecario. Este último es un servicio para la obtención de documentos que no se encuentran en la Biblioteca Municipal, pero sí en otras bibliotecas de la Red de Lectura Pública de Euskadi. Los usuarios también pueden realizar reservas de libros que se encuentran en préstamo y realizar sugerencias de adquisiciones.
La Biblioteca municipal también pone a disposición de sus usuarios el servicio de préstamo de lectores de libros electrónicos que permiten leer en pantalla textos en formatos digitales.

### Consulta y Referencia
La Biblioteca Municipal pone a disposición de sus usuarios numerosas obras de referencia y consulta, que se encuentran distribuidas en las diferentes salas de lectura del edificio. Este tipo de documentos únicamente pueden consultarse dentro de la biblioteca.

### Hemeroteca

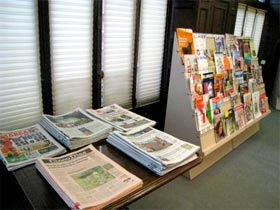
Hemeroteca Ikust-Alaia

El servicio de hemeroteca ofrece diarios y revistas para su consulta en sala. Ningún documento de la hemeroteca es prestable y la reproducción de cualquier elemento, como el resto del fondo documental, estará sujeta a cuantas normas legales rijan en cada momento y para cada caso. En la Biblioteca se pueden consultar a diario los siguientes periódicos en su edición en papel: Berria, Cinco Días, El Diario Vasco, Gara, El Mundo, Noticias de Gipuzkoa, El País y Sud-Ouest.

### Reprografía
La Biblioteca cuenta con un autoservicio de fotocopiadora que permite la reproducción de documentos. 
La reproducción de cualquier documento de la biblioteca está sujeta a las normas legales que rijan en cada momento por lo que será el usuario, única y exclusivamente, el responsable del uso indebido que se pueda hacer de este servicio.

### Microteca

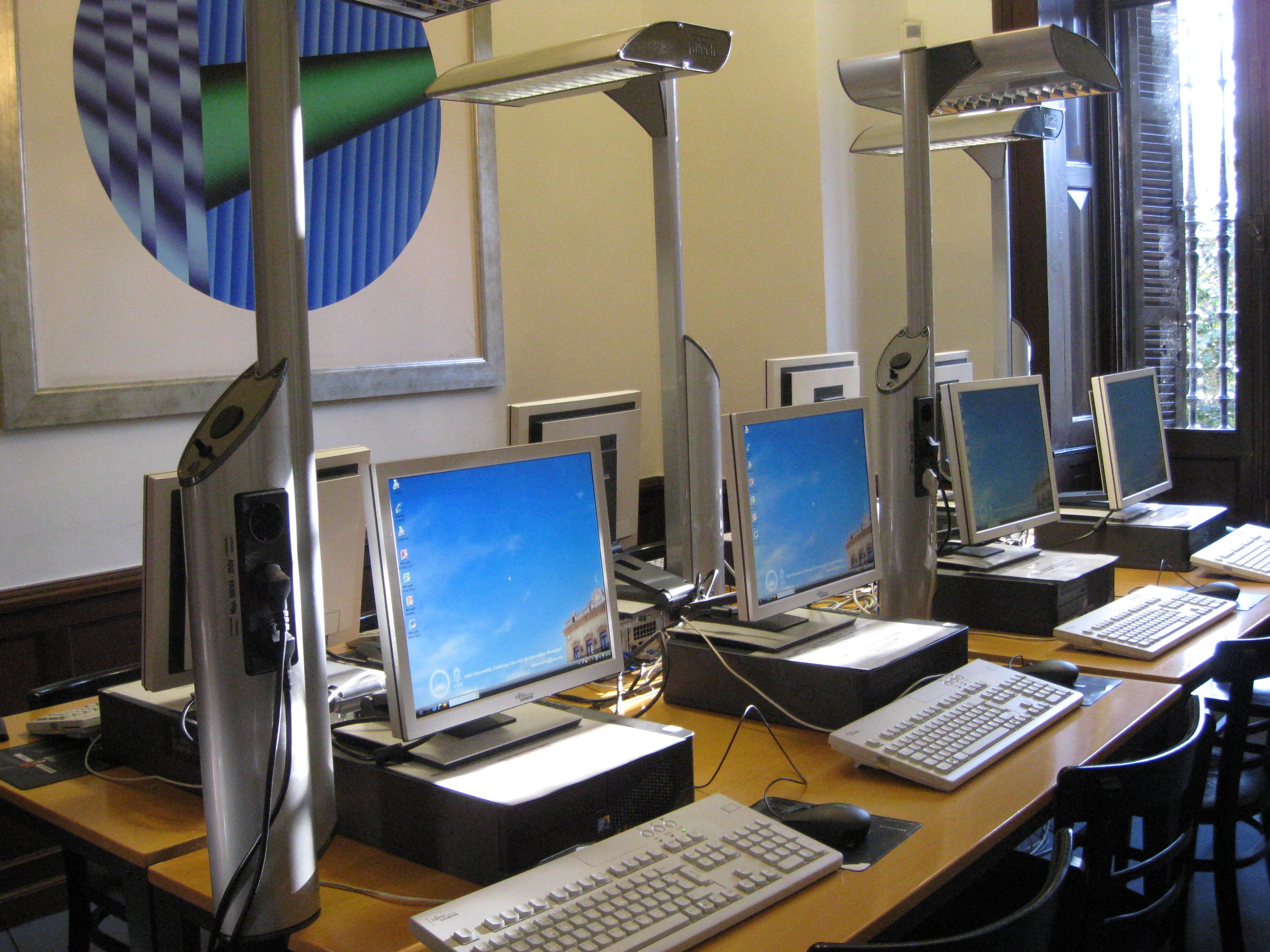
Microteca Ikust-Alaia

La Biblioteca Municipal proporciona a las personas usuarias la posibilidad de conectarse a Internet desde un total de 12 ordenadores. El servicio es gratuito y sólo es necesario disponer del carné de socio.

### Wi-fi
La Biblioteca también ofrece acceso gratuito a Internet inalámbrico (Wi-Fi) en todas las salas de su edificio.

## Actividades culturales

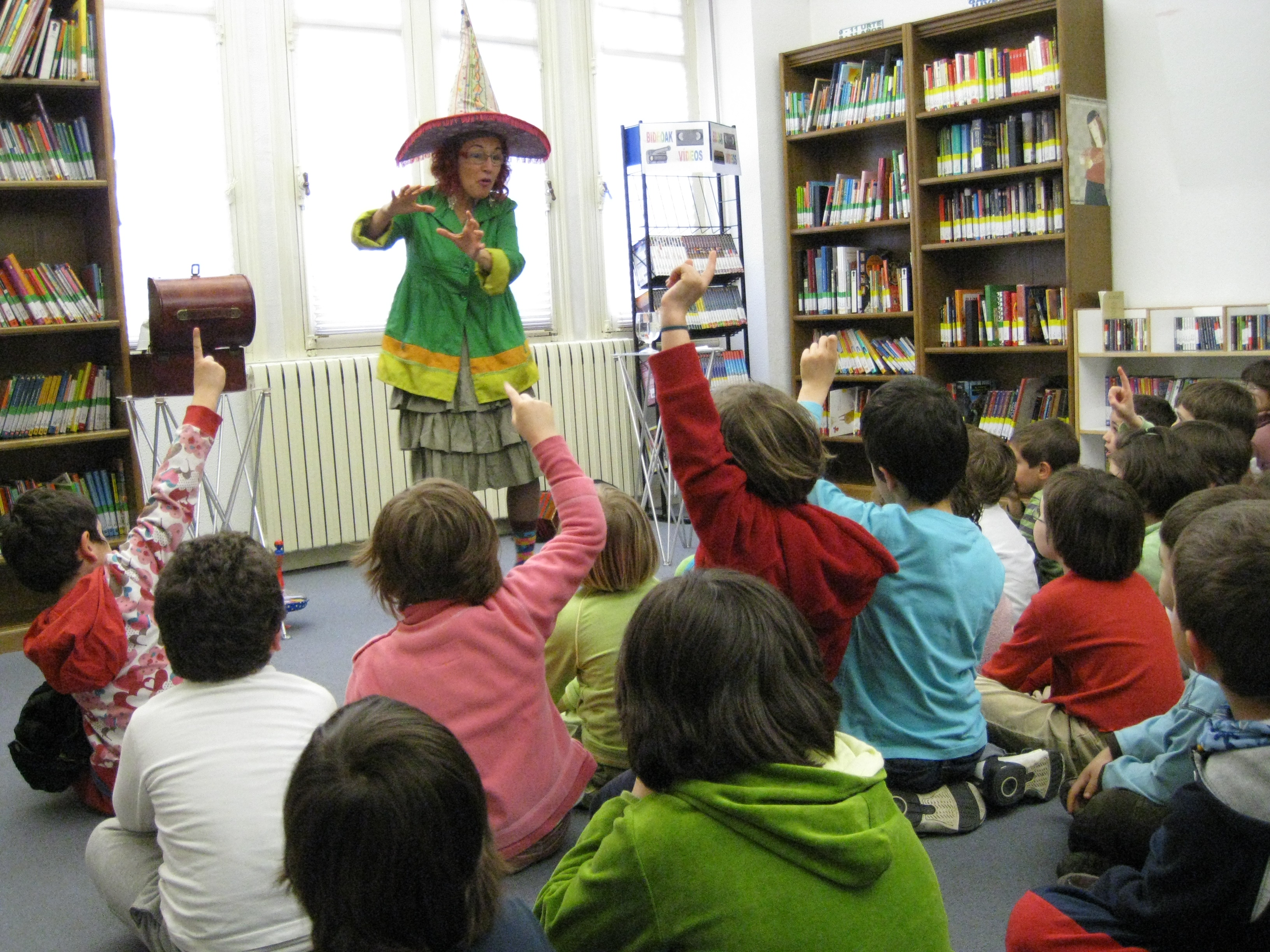
Cuenta cuentos infantiles

Entre las actividades culturales que organiza la Biblioteca Municipal se encuentran: 
- los cuenta cuentos para niños y adultos, con el fin de fomentar la lectura,

- los seminarios literarios, cuyo objetivo es realizar un estudio profundo de determinadas materias con un tratamiento que requiere interactividad entre los asistentes,

- los clubs de lectura, dónde se debate sobre el estilo literario, la acción, los personajes... de un libro elegido, lo que favorece la comprensión del mismo y hace que la lectura personal se vea enriquecida,

- los talleres de expresión escrita, para mejorar dicha destreza, ya sea con fines personales, académicos o profesionales,

- las tertulias de poesía, que están dirigidas a todas las personas que tengan inquietudes por la poesía, ya sean expertas, aficionadas o recién iniciadas en la materia

- y los talleres Libro-forum, cuyos objetivos son fomentar el hábito de la lectura y el diálogo, ofrecer nuevas posibilidades para el tiempo libre, promocionar el uso de la biblioteca y darla a conocer como equipamiento cultural y crear un punto de encuentro para los miembros del club.